# Луперки
Лупе́рки (лат. Luperci) — назва 12 жерців храму Луперка. Л. обирали з двох староримських родин Фабіїв та Квінктіїв. Звідси назви колегій, л. Фабіані і л. Квінктіані. На честь Юлія Цезаря 45 р. до н. е. встановлено третю колегію жерців-л.